# École navale
L'École navale ne doit pas être confondue avec l'École du service de santé des armées de Bordeaux dont les élèves sont les Navalais.
L'École navale est l'école militaire d’enseignement supérieur française qui assure la formation initiale des officiers de la Marine nationale. Ceux-ci sont destinés à occuper des postes de commandement à bord des bâtiments de surface, des sous-marins, dans l'aéronautique navale, dans les formations de fusiliers marins et commandos puis au sein des états-majors.
Elle constitue — avec l'École spéciale militaire de Saint-Cyr, l'École de l'air, l'École des officiers de la Gendarmerie nationale, l'École polytechnique et l’École de santé des armées — l'une des six grandes écoles militaires françaises. C’est aussi l'une des 204 écoles d'ingénieurs françaises accréditées au 1er septembre 2020 à délivrer un diplôme d'ingénieur.
L’École navale et son institut de recherche (IRENav) sont installés sur un site de 100 hectares au sud de la rade de Brest, à Lanvéoc-Poulmic.
Elle est commandée par le vice amiral Laurent Hemmer, depuis le 22 août 2023.

## Historique

### Histoire de l'école

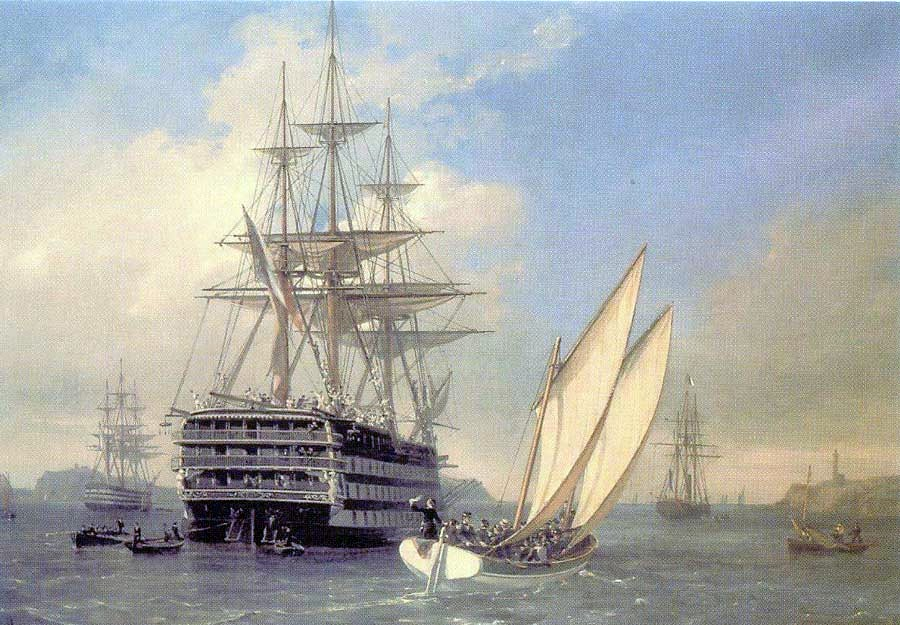
Un des Borda, à bord duquel l'école navale était installée de 1840 à 1913.

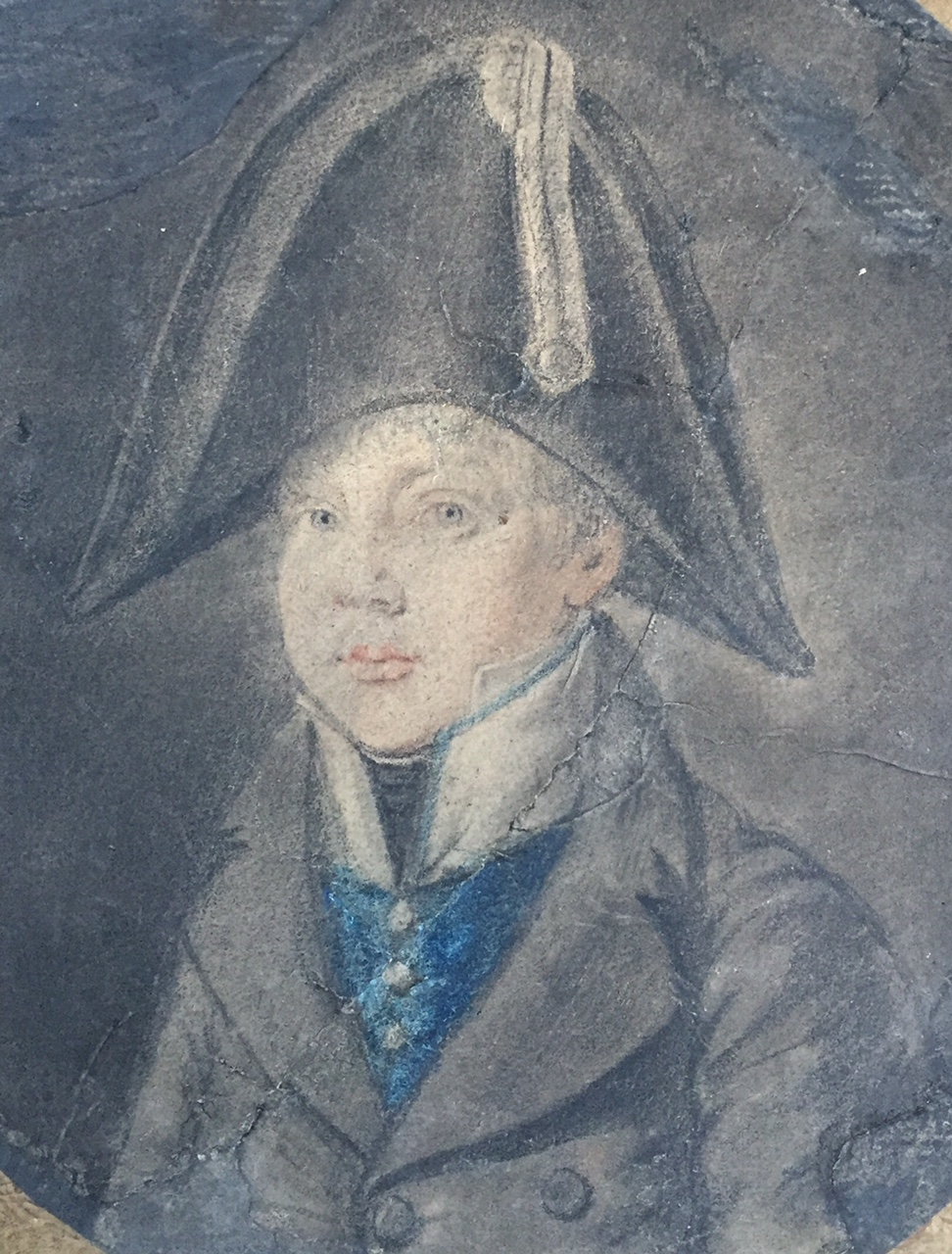
Un élève de l'école de marine de Brest, dessin attribué à Jean-Baptiste Isabey (1767-1855), localisation inconnue.

La formation des officiers de vaisseaux de la marine royale a longtemps été assurée par un apprentissage embarqué essentiellement empirique et pratique. Sous l'Ancien Régime, de nombreux officiers de la Marine royale (en particulier de la Flotte du Ponant) sont des jeunes nobles formés par l'ordre de Saint-Jean de Jérusalem qui possède une importante flotte. À partir de leur institution au XVIIe siècle, les Compagnies des Gardes de la Marine et du Pavillon basées dans les ports de guerre Brest, Rochefort et Toulon, forment les officiers. Une première « école navale », dénommée École royale de la Marine du Havre est ouverte en 1773 par le roi Louis XV pour rénover la formation des officiers de la Marine royale. Mais Louis XVI la ferme en 1775, et remet en service les Compagnies des gardes de la Marine.
Sous le premier Empire, à partir de 1810, les Écoles spéciales de marine, embarquées, à Brest sur le Tourville et à Toulon sur le Duquesne, prennent le relais.
Fondé le 31 janvier 1816, le Collège royal de la Marine leur succède en 1818 à Angoulême et fonctionne jusqu'à la fin de la Restauration (1830) sous la direction de l'amiral Barbier de la Serre. Ce collège était implanté sur le lieu de l’actuelle gare de chemin de fer.
En 1827, par décision du gouvernement de Charles X, est rétablie à Brest une école embarquée sur un vaisseau-école, l'Orion qui prend le nom (confirmé en 1830) d’École navale. L'École restera embarquée (à flot) jusqu'en 1914, date à laquelle elle est transférée à terre. Elle est aujourd'hui implantée au sud de la rade de Brest, à Lanvéoc, dans l'anse du Poulmic.
Les élèves de l'École navale sont surnommés Bordaches, à partir du nom des vaisseaux baptisés Borda (trois successifs entre 1840 et 1913) et qui ont accueilli l'École navale jusqu'en 1913. Un synonyme est types-baille.
En 2017, l'école devient un établissement public à caractère scientifique, culturel et professionnel avec le statut de Grand établissement sous tutelle du ministère de la Défense.

### LesBordasuccessifs de l'École navale
Instituée en 1830, l'École navale fut d'abord embarquée à bord de vaisseaux désarmés, mouillés (ou amarrés sur coffre) dans la rade abri de Brest. Le premier vaisseau à bord duquel elle fut installée se nommait l'Orion ; ce dernier fut remplacé en 1840 par le Commerce de Paris, ancien vaisseau en bois à trois-ponts admis au service en 1808. Le Commerce de Paris ayant un nom inapproprié pour une École navale, on le rebaptisa Borda (du nom de Jean-Charles de Borda, célèbre savant français et ingénieur du génie maritime du XVIIIe siècle).
Ce nom perdura ensuite puisque ses deux successeurs immédiats conservèrent la tradition des Borda.
En 1863, on transféra l'École sur le Valmy (devenant Borda deuxième du nom), puis en 1890 sur L'Intrépide (devenant Borda, troisième du nom). En 1913 cet ultime Borda fut remplacé par le Duguay-Trouin précédemment vaisseau-école d'application des aspirants et qui devint à son tour (officieusement et symboliquement) Borda, quatrième du nom.

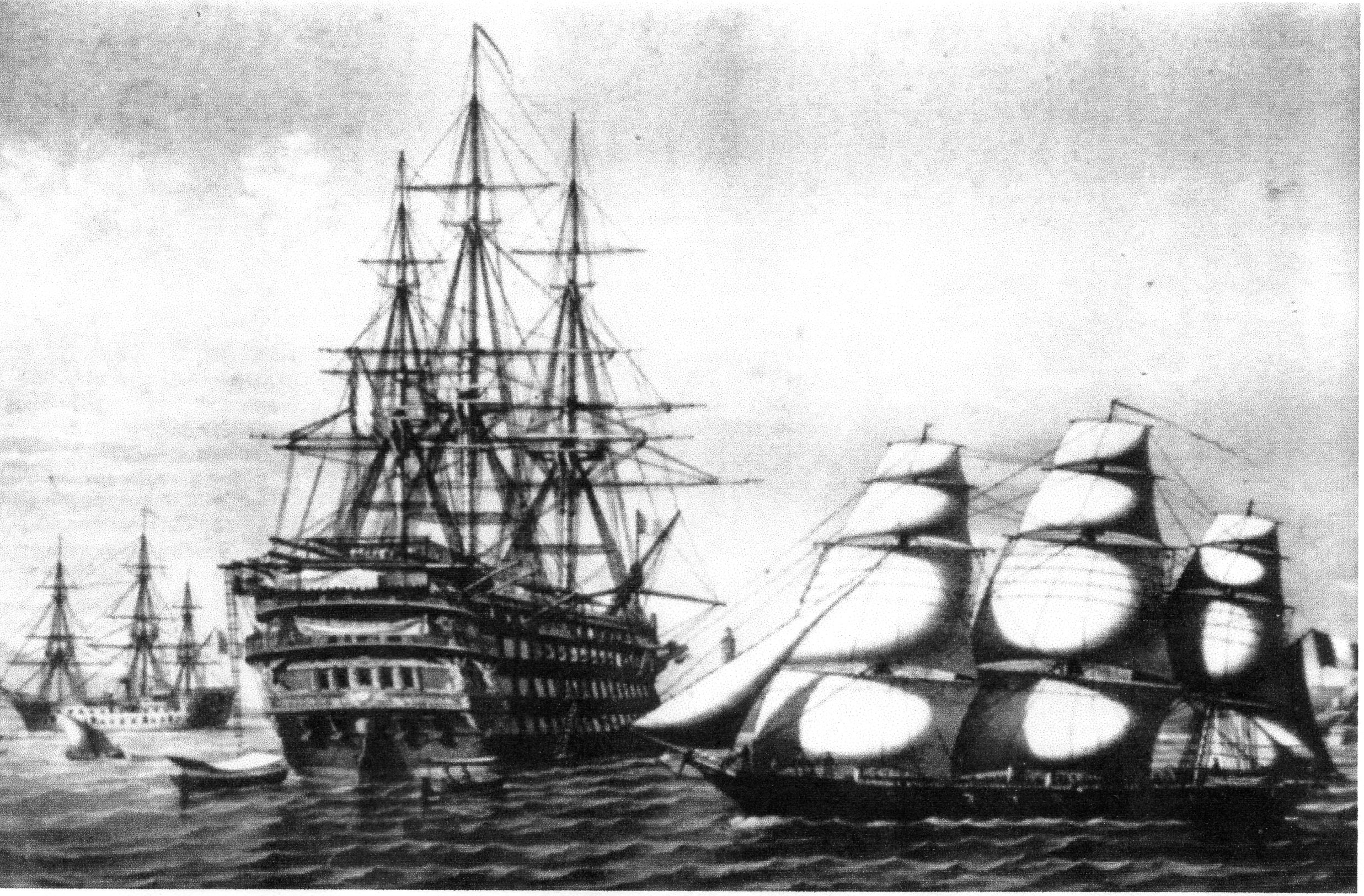
Le Commerce de Paris, construit en 1808, renommé Borda en 1840, en devenant le deuxième navire-école de l'école navale, entre 1840 et 1863.
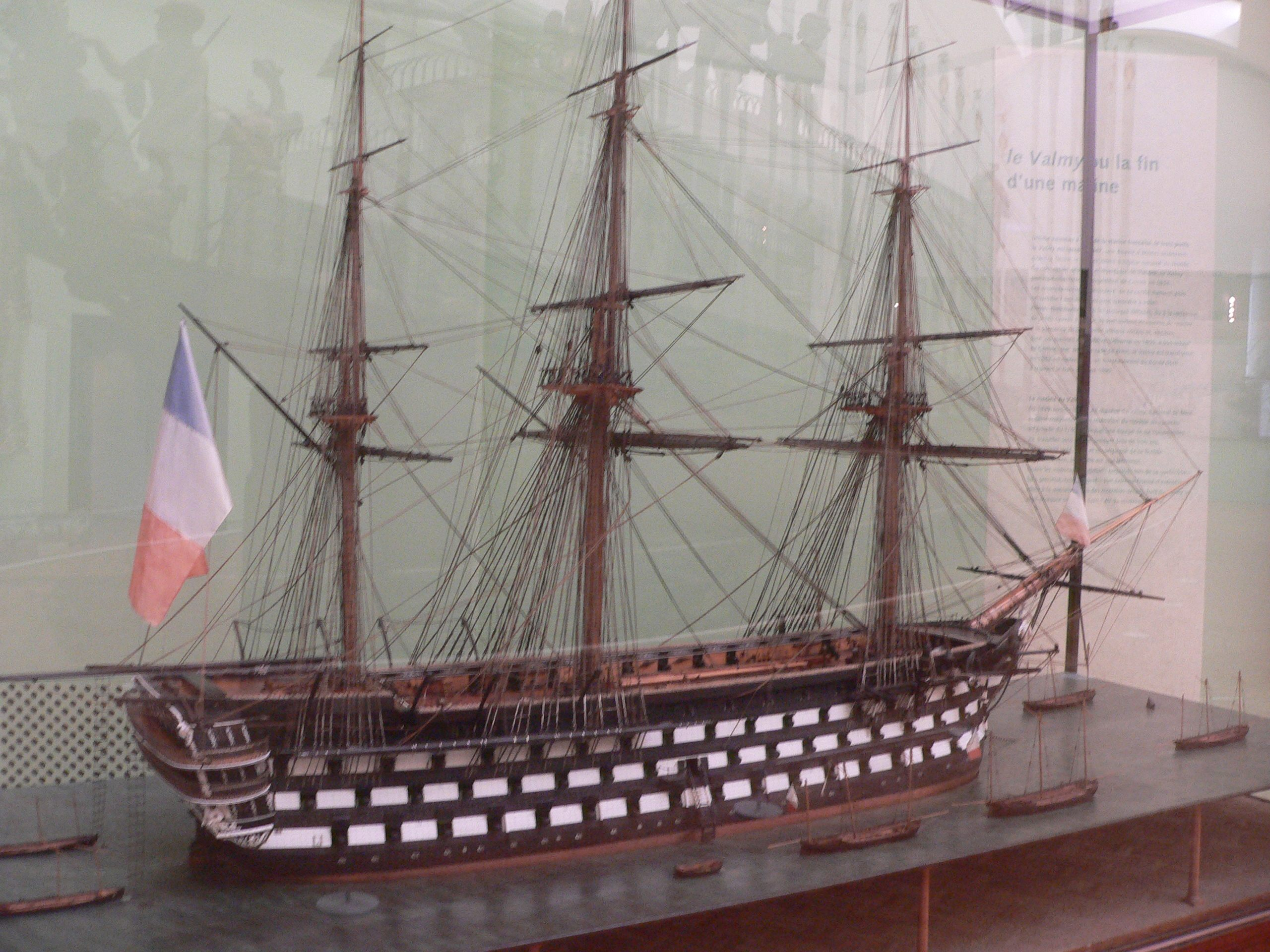
La maquette du Valmy (ou Borda deuxième du nom) construit vers 1840, troisième navire-école de l'école navale entre 1863 et 1890.
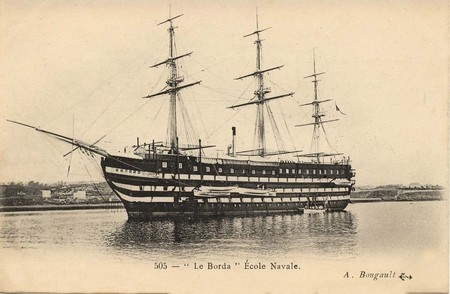
L'Intrépide (ou Borda troisième du nom) quatrième navire-école de l'École navale entre 1890 et 1900.

### Les traditions à bord duBorda

#### La cérémonie d'entrée auBorda
« Les nouveaux étaient embarqués au ponton du pont Gueydon, un jour avant les anciens. Entassés comme des moutons dans une canonnière, ils étaient pleins d'entrain et de joie en lançant un adieu à leurs familles. À peine arrivés, on les classait, on les numérotait, on leur enlevait leurs vêtements pour leur donner la blouse blanche et le pantalon de toile des conscrits et on leur rasait la tête.

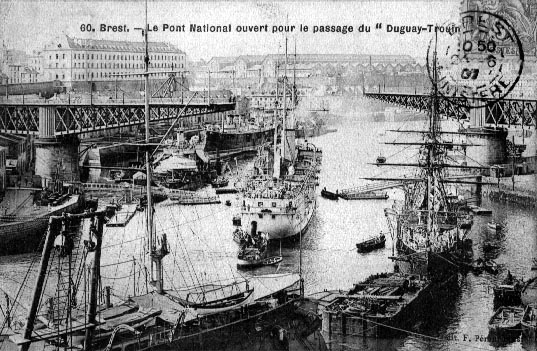
L'arrivée du Duguay-Trouin (ou Borda V) à Brest en 1901.

Le surlendemain, les parents étaient admis sur le Borda à la messe de rentrée qui était célébrée dans l'entrepont servant d'étude. Des pavillons entouraient l'autel, un seul fauteuil était réservé au Pape, surnom du capitaine de vaisseau commandant l'École. Les parents prenaient place sur les bancs, et alors entraient les élèves, les anciens les premiers, se rangeant sur les côtés, et ensuite les nouveaux faisant triste mine dans leur nouveau costume sous les quolibets des anciens criant : « Caillou ! caillou ! » pour saluer les têtes rasées. Alors commençait la messe, tandis que la musique des équipages de la flotte, restée sur le pont, jouait des morceaux religieux.
Déjà la veille les anciens avaient procédé à la reconnaissance des nouveaux ; chacun avait choisi son fistot et ceux-ci arrivaient pour dîner à la salle à manger où la soupe était servie. « Qu'est-ce que cela ? », disaient les anciens aux nouveaux, « vous croyez que vous allez dîner ? Apprenez qu'un officier de marine doit savoir se passer de dîner ».
Et aussitôt, ils jetaient par les sabords toute la vaisselle et les bouteilles. Mais les anciens sortaient alors de leurs poches des gâteaux et du madère pour les pauvres nouveaux : c'était leur adoption.
Ce qu'on en a jeté de ces assiettes pendant tant d'années ! On prétendait même que leur amoncellement sur le fond de la rade servait de pilotis au vieux Borda et qu'il ne tenait plus que par là.
Cette tradition était respectée. On se contentait de faire payer la casse aux parents, et c'était fort peu de choses ».

#### Les autres traditions
« Une autre cérémonie traditionnelle à bord du Borda était la remise du sabre au fistot par son père baille, pour le premier jour de sortie ; le fistot se mettait à genou et baisait la lame du sabre comme s'il était armé chevalier par un preux.
Au printemps, quand avait lieu la première sortie en canot, avait lieu une autre consécration, celle du baptême, que les anciens administraient aux nouveaux à grand renfort de seaux d'eau. »

#### L'argot baille
L'École navale est traditionnellement appelée La Baille (et non « la Navale »). Son argot est l'argot baille.

#### L'apprentissage du métier de marin
« Dès les premiers jours, les anciens accompagnent les nouveaux dans l'ascension des haubans, et leur font faire le rétablissement pour entrer dans la hune. C'est la première étape. Puis vient l'ascension à la seconde hune, et peu à peu, chacun s'accoutume à n'avoir pas le vertige, à courir sur la corde tendue au-dessous de chaque vergue, à lâcher la voile et à la remonter par les ris, tout cela aux commandements du sifflet.
Bien que le métier de gabier soit devenu inutile avec les modernes navires de guerre, on l'enseigne toujours à nos élèves-officiers, pour qu'ils soient aptes à ramener une prise en cas de guerre, et à la diriger avec ses voiles.
Les deux années d'école étaient remplies par tout ce que doit apprendre un officier de marine : la rame, la voile, la machine, les exercices d'infanterie [dits «cabillot», par analogie avec les tiges de bois alignées qui servaient à tourner les drisses], la manœuvre du canon, les signaux de timonerie avec les drapeaux, le service du bord, les mathématiques supérieures, la géographie, l'hydrographie, l'anglais, et encore je ne sais combien de choses.
Puis venait la troisième année où les anciens, devenus aspirants de deuxième classe, reçoivent les aiguillettes, qu'ils ne porteront plus que s'ils deviennent officiers d'ordonnance (...). Ils visitent les principaux ports de la Méditerranée, les fjords de Norvège, les deux Amériques, passent quelquefois le carnaval à La Nouvelle-Orléans, le plus beau et le plus gai carnaval du monde, et reviennent pour prendre place sur un vaisseau comme aspirant de première classe pendant deux ans avant de passer enseignes. »

#### L'École navale à terre

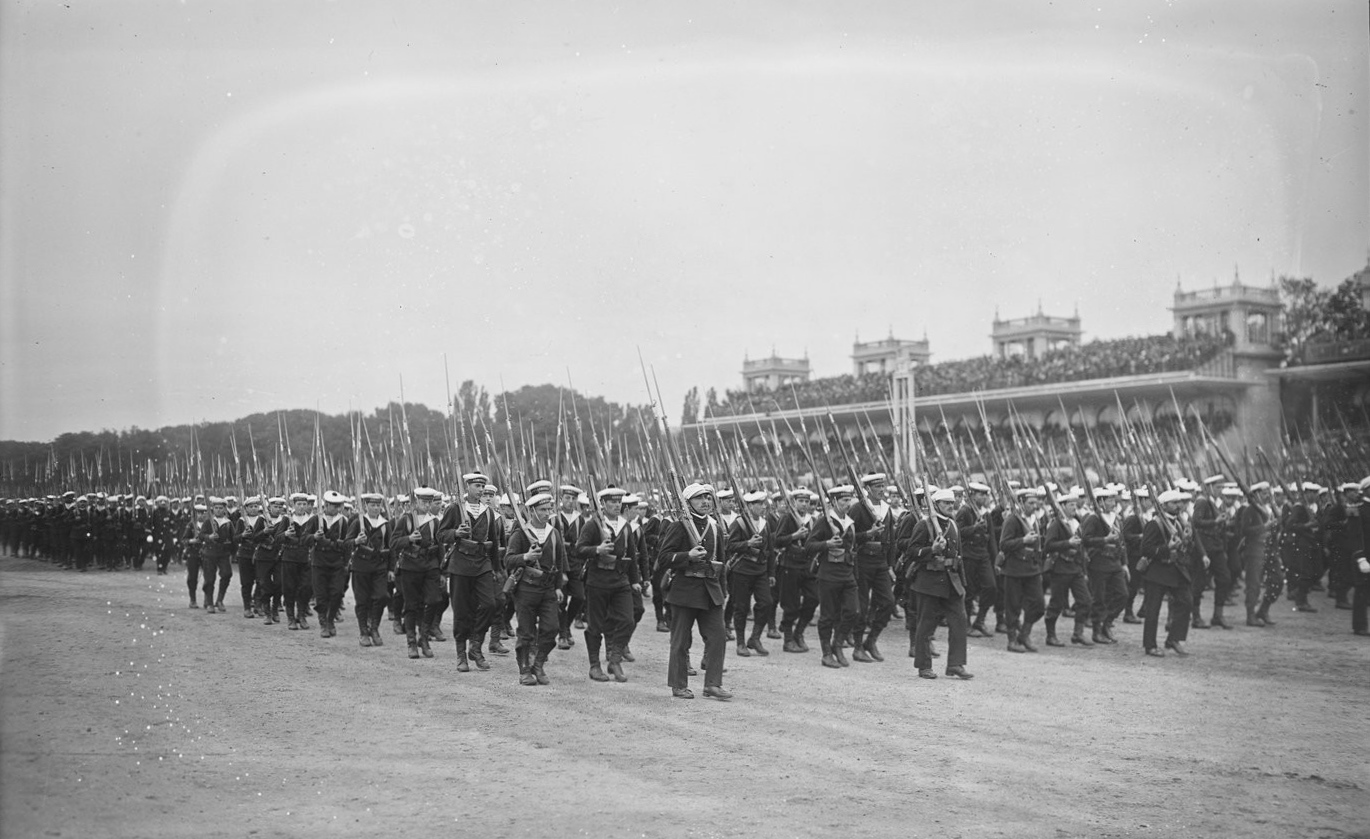
Défilé des troupes de l'École navale sur l'hippodrome de Longchamp le 14 juillet 1922.

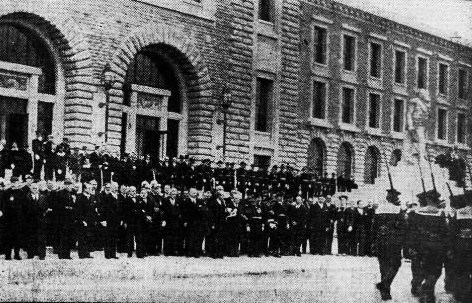
L'inauguration de l'École navale par le président de la République Albert Lebrun le 30 mai 1936.

Dès le début du XXe siècle, un projet d'installation à terre de l'École navale a failli aboutir, l'emplacement choisi étant à la Pointe, dans le quartier de Recouvrance à Brest, mais il échoua faute de financement. L'école s'installa toutefois en 1915 dans des bâtiments existants à Laninon, également à Recouvrance.
La première pierre de l'École navale est posée le 14 novembre 1929 par Georges Leygues, alors ministre de la Marine, et elle est inaugurée le 30 septembre 1935  à Saint-Pierre-Quilbignon, alors commune indépendante de Brest par le président de la République Albert Lebrun.
Indépendamment de cette mise à terre de l'école, l'année terminale d'instruction et de formation à la mer (l'École d'application) a été préservée sous la forme de la traditionnelle campagne (parfois autour du monde), en particulier à bord des Jeanne d'Arc successives : la Jeanne d'Arc (1899), la Jeanne d'Arc (1930), la Jeanne d'Arc (porte-hélicoptères) (1964). Depuis le désarmement de cette ultime Jeanne d'Arc en 2010, la campagne d'application se déroule désormais sous le nom de "Mission Jeanne d'Arc" au sein d'un groupe de bâtiments comprenant l'un des trois Porte-hélicoptères amphibies  (PHA) et une frégate.
En 1945, les destructions importantes subies par l’École navale de Saint-Pierre-Quilbignon pendant la Seconde guerre mondiale ne permettaient pas d’accueillir rapidement les élèves officiers dans des conditions acceptables. Elle fut transférée dans des baraquements provisoires à la base d'hydravions de Lanvéoc, située dans la baie du Poulmic. Les bâtiments définitifs de la nouvelle « École navale » à cet endroit furent inaugurés en 1965 par le général De Gaulle. L'ancienne École navale de Saint-Pierre-Quilbignon abrite désormais le centre d'instruction naval de Brest qui compte le lycée naval de Brest, l'école de maistrance et l'École des mousses.

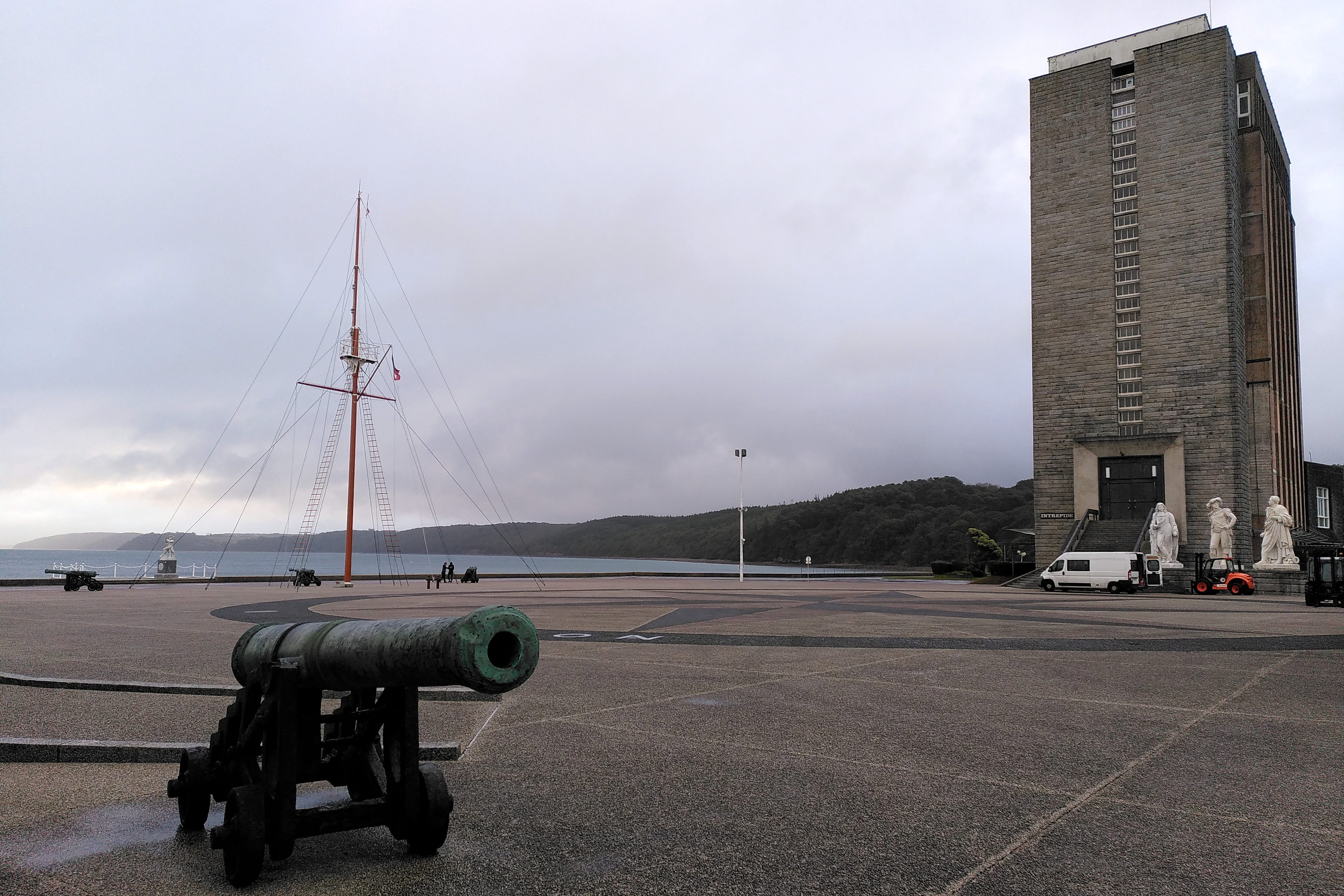
La place d'armes et la tour Intrépide.
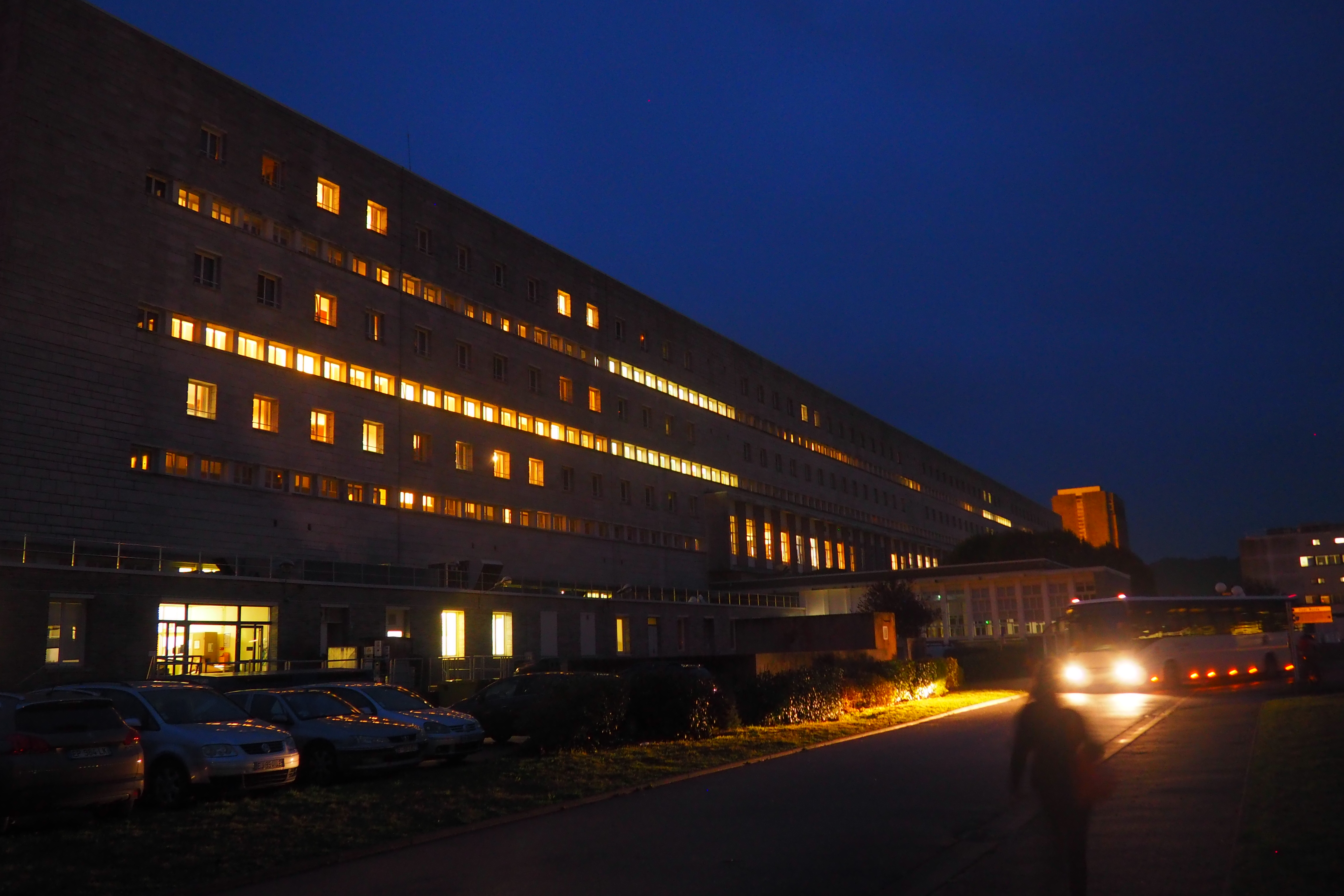
Le bâtiment Orion.
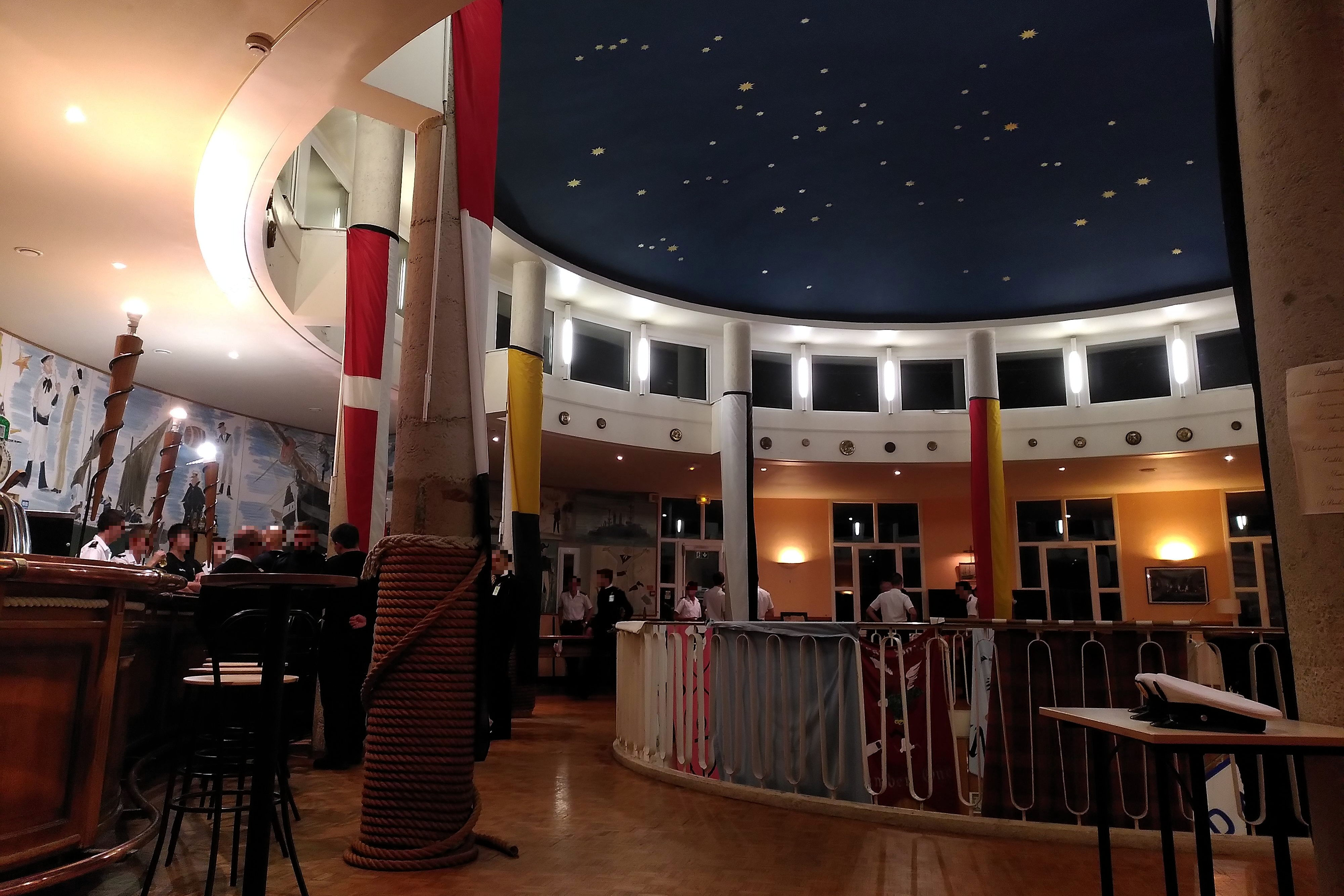
Le bar Borda.

## Filière Officier

### Cursus ingénieur

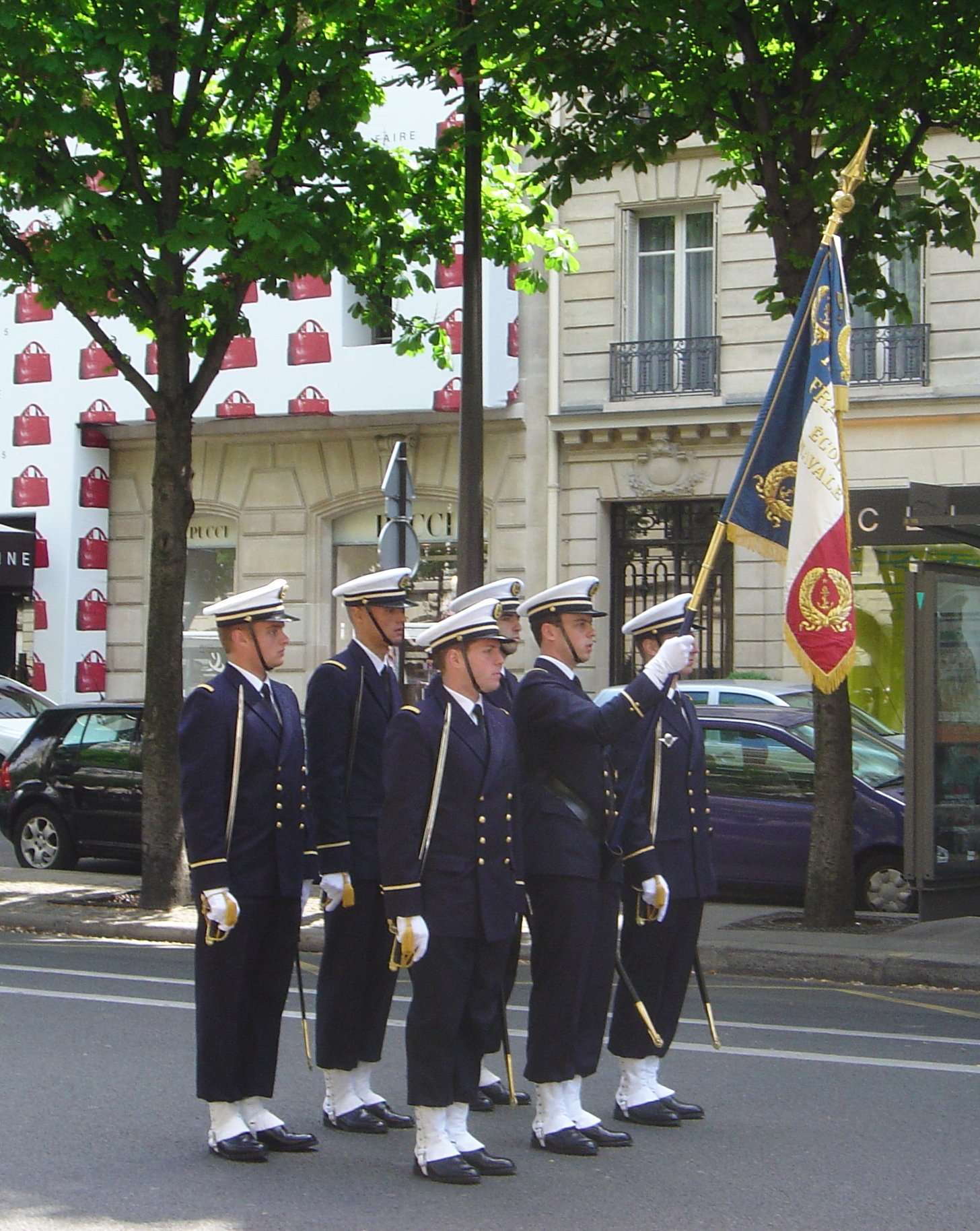
Garde au drapeau de l'École navale.

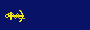
Galon d'élève-officier.

Le cursus ingénieur est un cursus en trois ans après les classes préparatoires aux grandes écoles (CPGE). Fin 2009, l'École navale (aussi connue sous le nom de Centrale Poulmic) a adapté sa formation afin de s'inscrire complètement dans le schéma européen d'enseignement. Les étudiants sont recrutés sur banque d'épreuve du Concours Centrale-Supélec après deux ou trois ans de maths sup et maths spé (MP, PC, PSI).
Le cursus s'articule sur six semestres, soit 180 crédits ECTS :
- semestre 1 : formation maritime et militaire élémentaire ;
- semestre 2 : tronc commun scientifique ;
- semestre 3 : options scientifiques et Relations internationales ;
- semestre 4 : voie d'approfondissement scientifique et environnement de la Défense ;
- semestre 5 : projet de fin d'études ;
- semestre 6 : campagne d'application à la mer : Mission Jeanne d'Arc.

À la fin de ce cursus, ils se voient attribuer le titre d'ingénieur diplômé de l'École navale (et depuis 2009 le grade universitaire de master). Ce diplôme est reconnu par la commission des titres d'ingénieurs (CTI).

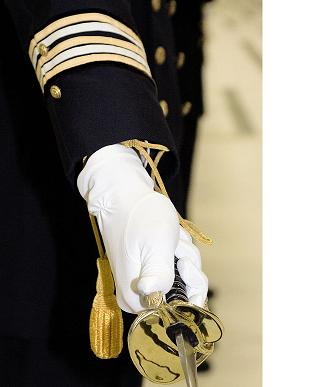
Épée d'officier des commissaires de marine (poignée, garde, dragonne d'officier supérieur).

Après cette formation, ils poursuivent avec la formation maritime supérieure et spécialisation (cf. ci-dessous), ils sont promus enseigne de vaisseau de première classe .

### Cursus officier sous-contrat
Le cursus formation de l'officier est suivi par les officiers sous-contrat. Cette formation initiale de l'officier dispensée à l'École navale vise à inculquer à ces jeunes diplômés de l'enseignement supérieur d'origines très diverses une culture maritime, une culture militaire et une formation d'ingénieur. Cette formation dure un an.
Elle est sanctionnée par l'attribution pour :
- les officiers de marine filière conduite des opérations : par le brevet de chef de quart passerelle certification internationale STCW*95 ;
- les officiers de marine filière énergie, propulsion : par le brevet de chef de quart machine ;

À la fin de cette année de formation, les aspirants sont nommés enseignes de vaisseau de deuxième classe, ils poursuivent avec la formation maritime supérieure et spécialisation (cf. ci-dessous).

### Cursus des officiers recrutés sur concours interne

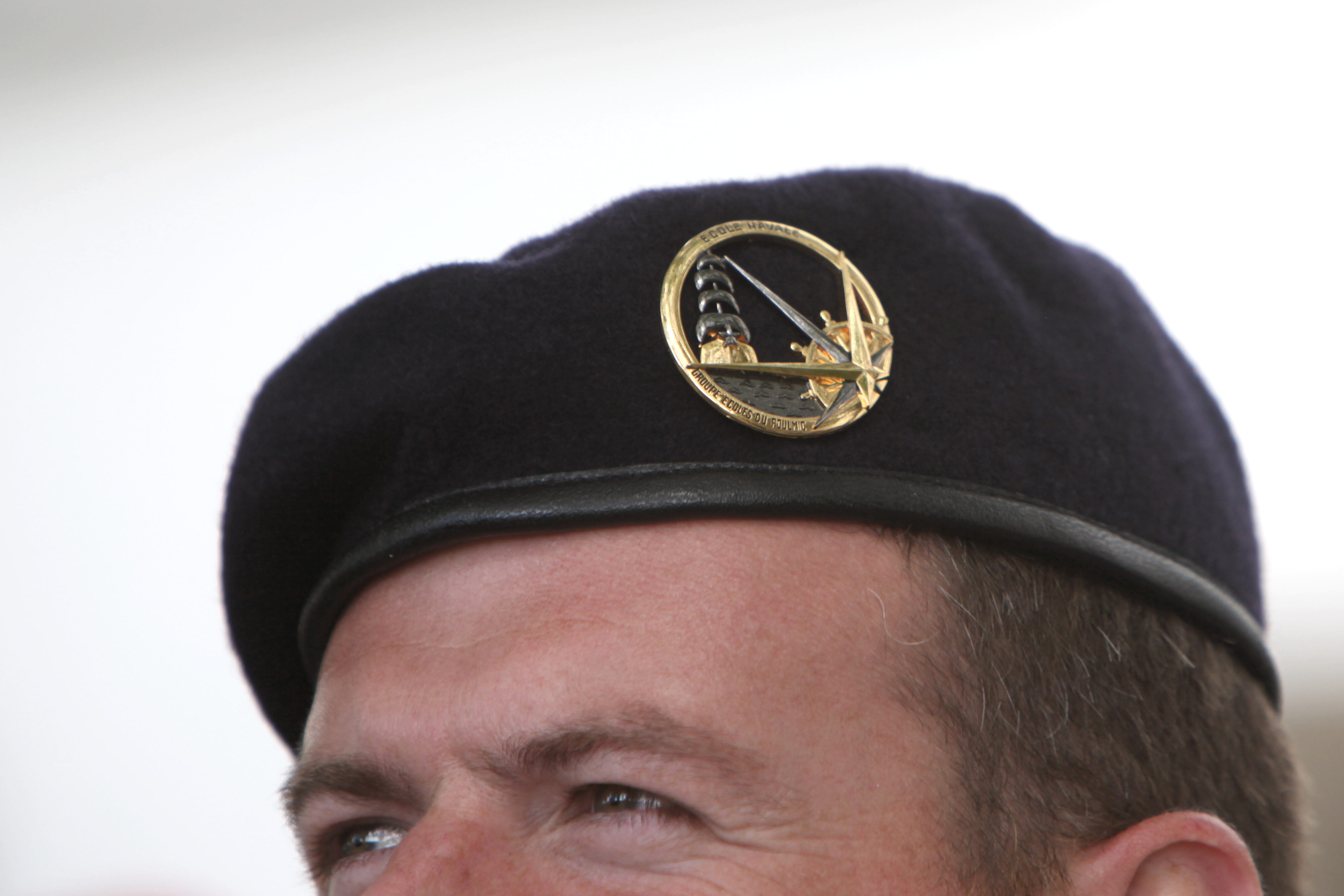
Béret avec insigne de l'École navale.

Jusqu'en 1969, certains matelots, quartiers-maîtres et officiers mariniers recrutés par concours suivaient une préparation spécifique de quinze mois au Cours préparatoire d'officiers (CPEO) sur le site de l'École navale. Un nouveau concours permettait à certains d'entre eux d'entrer à l'École des officiers de marine (EOM) dont la scolarité et le classement étaient communs de ceux de l'École navale et recevaient en fin de scolarité un diplôme d'ingénieur de l'École des officiers de marine de même niveau que celui d'ingénieur de l'École navale. Le nombre d'élève officiers de marine était environ le dixième de celui de l'École navale.

L'École militaire de la flotte, crée en 1969 et placée sur le site de L'École navale, forme des matelots, quartiers-maîtres et officiers mariniers recrutés par concours interne et par dossier et permettant l'accès aux corps des officiers de marine et des officiers spécialisés de la marine. Les élèves de l'École militaire de la flotte défilent derrière leur propre drapeau.

En 2002 a été mis en place à l'École navale un cursus spécifique de formation ouvert au personnel non officier de la marine recruté par concours et d'une durée de deux ans, appelé École navale interne (ENI). Ce cursus a été mis en sommeil en 2015.

### Formation maritime supérieure et spécialisation
Après leur formation, soit dans le cursus ingénieur, soit dans le cursus sous-contrat, les jeunes enseignes effectuent un stage d'orientation puis rejoignent une école de spécialité qui leur permettra d'assurer en plus de leur fonction de chef de quart, les fonctions de chef de service.
À bord d'un bâtiment de surface, on peut citer par exemple la spécialité détection, lutte sous-marine, systèmes d'armes, systèmes d'information et de commandement. Il est également possible de devenir commando, sous-marinier ou encore plongeur-démineur. Les deux spécialités offrant la possibilité de rejoindre l'aéronautique navale sont pilote et énergie aéronautique.
Après cette deuxième période de formation, les jeunes officiers rejoignent leur première affectation embarquée.

## Autres filières
L’École navale assure la formation initiale pour Officiers réservistes (FOR). Ce cours, adressé à des stagiaires issus de la réserve citoyenne et opérationnelle, vise à améliorer leur connaissance de la Marine nationale et de ses missions et à compléter leur formation militaire.
L’École navale forme également des étudiants civils, des cursus en mastère spécialisé, ou en mastère recherche, se sont développés. De plus l'École navale par son institut de recherche accueille des doctorants.
Trois formations de type Mastère spécialisé et master sont proposées :
- mastère spécialisé Énergies marines renouvelables ;
- mastère spécialisé Cybersécurité des systèmes maritimes et portuaires ;
- master recherche Environnement naval.

## Moyens de l'École
L'école navale dispose de moyens pour assurer la formation maritime et scientifique des futurs officiers.

### Moyens maritimes
- Huit bâtiments-écoles de classe Léopard, collectivement surnommés « la ménagerie » (Léopard, Guépard, Jaguar, Lion, Lynx, Panthère, Chacal  et Tigre), ils sont utilisés lors de périodes de deux semaines à la mer appelées "corvettes" durant lesquelles les élèves officiers apprennent les bases du métier de Chef de Quart.
- Deux bâtiments d’instruction à la navigation (Glycine et Églantine).
- Deux bâtiments d’instruction à la manœuvre (Engageante et Vigilante).
- Quatre simulateurs de navigation "Iphigénie".
- Plusieurs EDI, VLI et zodiacs dédiés à l'instruction à la manœuvre.

L'École navale possède aussi deux goélettes à hunier, la Belle Poule et l'Étoile qui servent de bateau école aux futurs chefs de quart passerelle de la marine nationale, ainsi qu'à la formation maritime de la plupart des élèves des écoles de spécialité du Groupe des écoles du Poulmic (manœuvriers, timoniers…). Elles participent souvent aux rassemblements de gréements traditionnels.

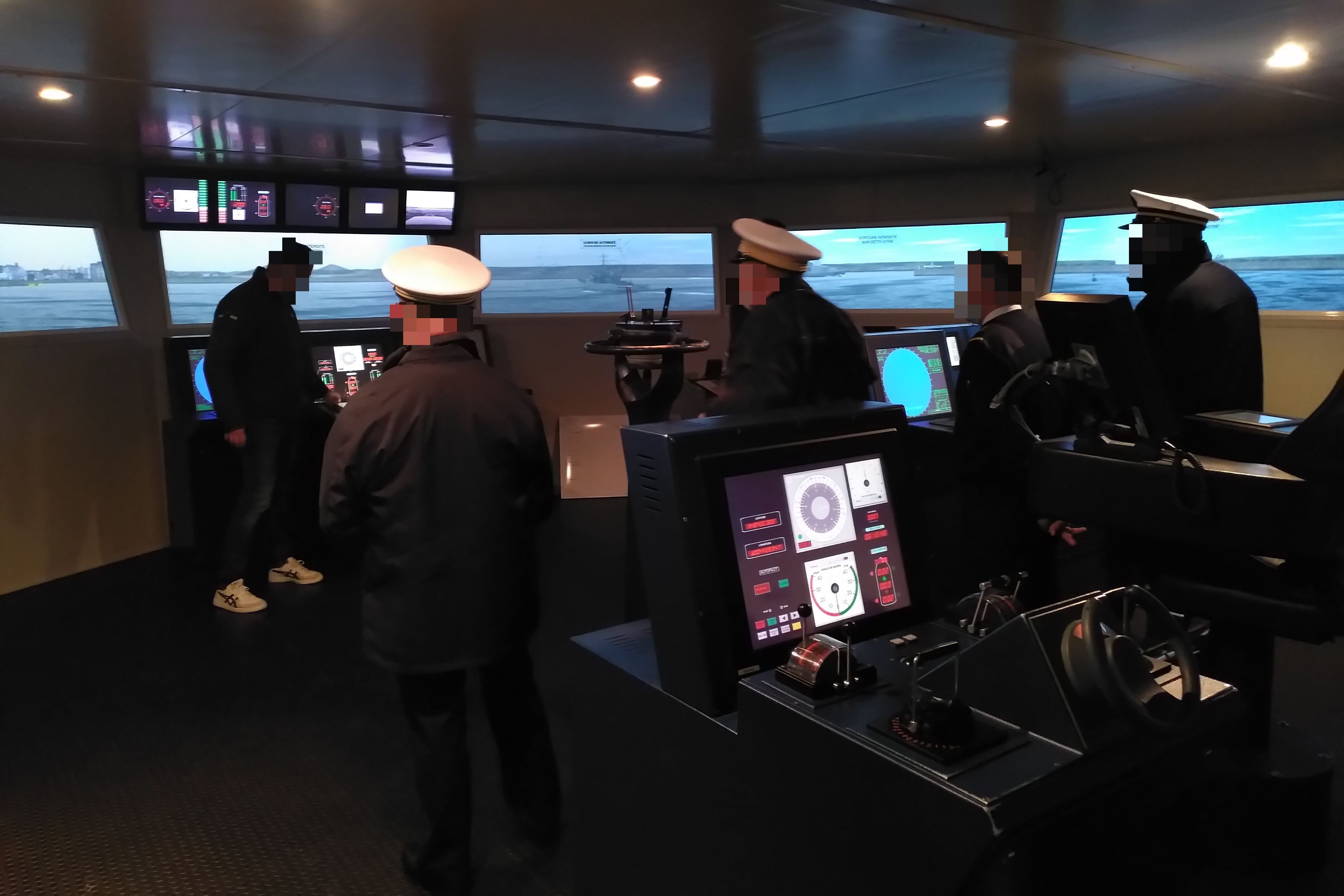
Le simulateur de navigation en 2021.
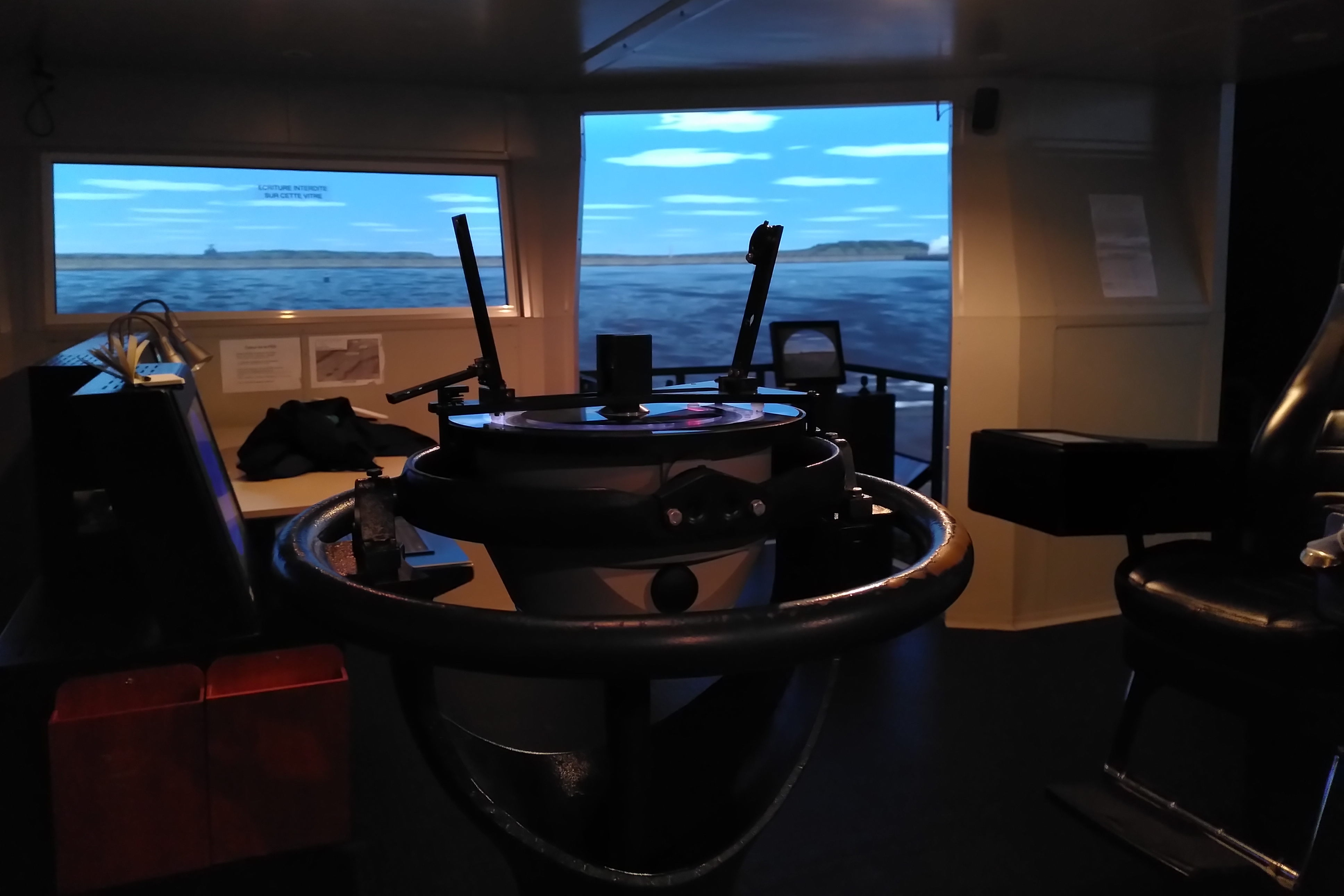
Le simulateur de navigation en 2021.
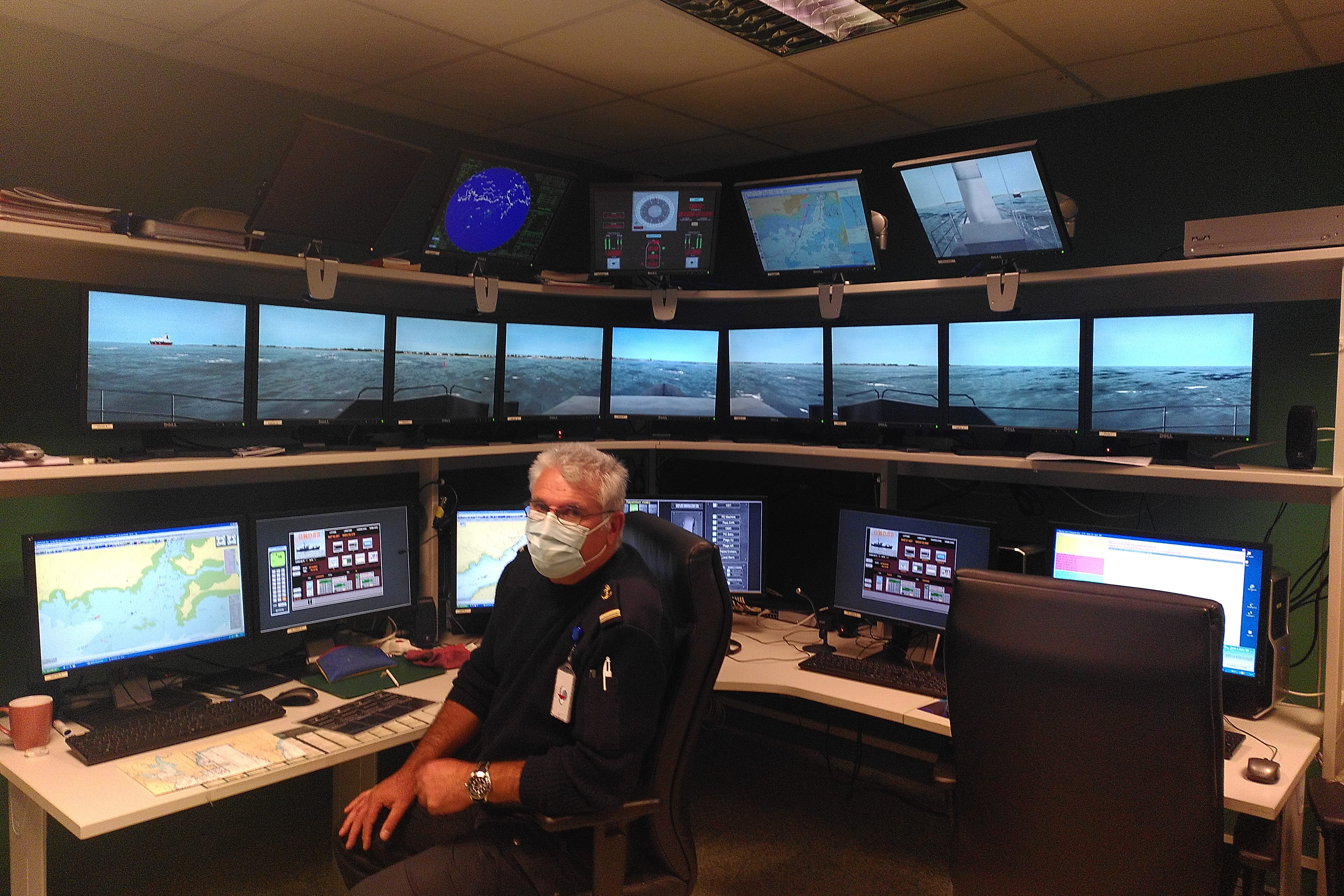
Salle de contrôle du simulateur.
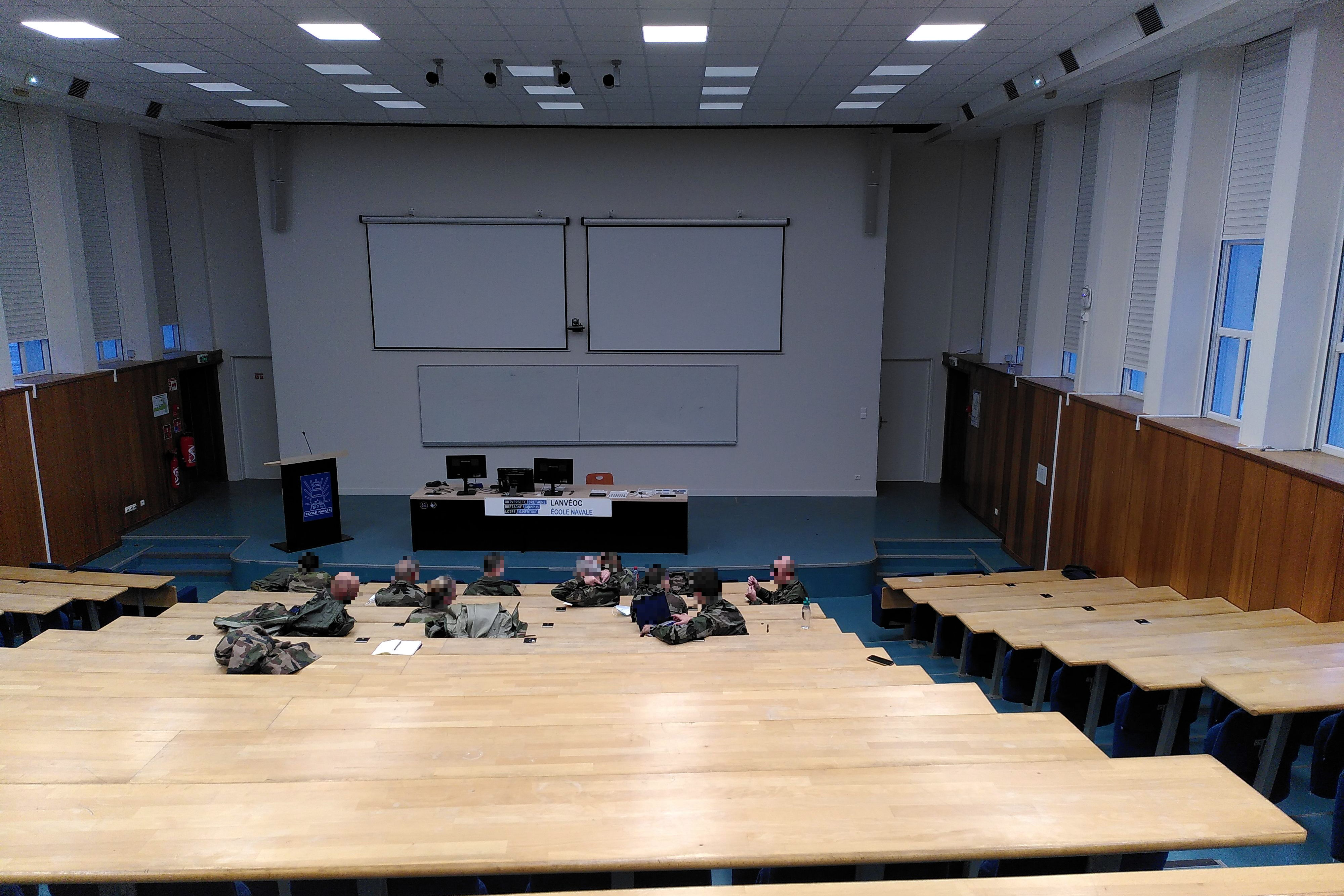
L'un des auditoriums de l'école.

### Moyens aériens
Les élèves-officiers reçoivent une initiation aéronautique dans le cadre de l'École d'initiation au pilotage (EIP) intégrée à l'Escadrille 50 S avec l'EOPAN.
Si cette dernière utilise des Mudry CAP 10, l'EIP dispose  de Cirrus SR-20. Cette formation permet déjà de filtrer les futurs pilotes de l’Aéronautique navale.

### L'Institut de recherche de l'École navale
L’Institut de recherche de l'École navale (IRENav) est un centre de recherche pluridisciplinaire orienté vers le domaine maritime et militaire. Il est un des facteurs de la formation scientifique au sein de l’École navale. L’IRENav est membre du groupement d’intérêt scientifique « Europôle Mer ». Il est reconnu comme Équipe d’accueil (EA3634) par l’Agence d’évaluation de la recherche et de l’enseignement supérieur (AERES) dans le cadre de la contractualisation des laboratoires de l'École nationale supérieure d'arts et métiers (ENSAM). Il dépend du ministère des armées.

## Traditions et vie associative

### Anciens élèves
Parmi les anciens élèves, on compte nombre de marins célèbres, notamment :
- François Bellec, contre-amiral, peintre et écrivain français, membre de l'Académie de marine ;
- Raoul Castex, amiral, stratège français, fondateur de l'Institut des hautes études de Défense nationale ;
- Jacques-Yves Cousteau, explorateur, océanographe, cinéaste, académicien ;
- Jean Cras, contre amiral, inventeur d'une règle de navigation et compositeur de musique ;
- François Darlan, amiral de la flotte et homme politique français ;
- Charles Joseph Dumas-Vence, contre-amiral français ;
- Pierre Guillaume, qui a inspiré le personnage du Crabe-Tambour du réalisateur et romancier Pierre Schoendoerffer ;
- Yves Kerhervé, chef pilote d'essais chez Dassault Aviation lors du développement du Rafale.
- Jean l'Herminier, (commandant du sous-marin Casabianca pendant la Seconde Guerre mondiale) ;
- Bernard Louzeau, amiral premier commandant en 1968 du premier sous-marin nucléaire lanceur d'engins français, Le Redoutable ;
- Émile Muselier, premier chef des Forces navales françaises libres ;
- Henri Rieunier, amiral et homme politique français ;
- Pierre Alexis Ronarc'h, chef d'état-major de la marine en 1919 et chef des fusiliers marins de 1914 à 1915 ;
- Gustave Samanos, officier de marine et dessinateur ;
- Pierre Savorgnan de Brazza, explorateur ;
- Éric Tabarly, ancien élève officier de marine, célèbre navigateur régatier français ;
- Paul Teste, pionnier de l'aviation navale ;
- Camille Papin Tissot, professeur à l'École navale durant 21 ans, physicien, précurseur des télécommunications ;

Mais aussi :
- Georges Thierry d'Argenlieu, religieux, supérieur des Carmes, nommé par le général de Gaulle en 1945 amiral et commissaire général pour l'Indochine, il destitue le gouverneur général amiral Jean Decoux et commence la guerre d'Indochine ;
- Maurice, duc de Broglie, major de Navale en 1895, physicien, membre de l'Académie des sciences et de l'Académie française ;
- Claude Farrère, écrivain, académicien ;
- Didier Ratsiraka, à titre étranger, président de Madagascar (1975-1993 et 1997-2002) ;
- Albert Roussel, compositeur de musique ;
- Michel Serres, philosophe, académicien ;
- Julien Viaud dit Pierre Loti, écrivain, académicien ;
- Higashifushimi Yorihito, amiral japonais ;

N'y sont jamais entrés : 
- Antoine de Saint-Exupéry, aviateur et écrivain ;
- Alain-Fournier, écrivain ; y a renoncé en cours de classe préparatoire ;
- Henri-Georges Clouzot, cinéaste) ; sans doute une intention jamais concrétisée ;
- Édouard Manet, peintre ; deux échecs au Borda ;
- Jean de La Varende, écrivain.

### Le grand prix de l'École navale (GPEN)
Depuis 2002, l'École navale accueille chaque année les meilleurs équipages de monotypes au niveau européen. Fort du succès de cette épreuve de voile sportive unique dans le paysage nautique, l'École navale a reçu le label de la Fédération Française de Voile pour organiser les Championnats de France de voile monotypes Habitables à l'issue de l'édition 2009. Cette reconnaissance symbolise l’espace d’échanges et d’ouverture sur le monde maritime de haut-niveau que représente l'École navale.
La rade de Brest et la Presqu'île de Crozon (Lanvéoc, Morgat, Camaret-sur-Mer et Roscanvel) accueillent cet événement nautique majeur chaque année pendant le long week-end de l'Ascension.
Le grand prix de l'École navale est passé de quatre séries et 60 bateaux présents en 2002 à une dizaine de séries et plus de 200 bateaux présents ces dernières années.
| Édition : | Dates :                 | Nombre d'inscrits : | Séries : |
| --------- | ----------------------- | ------------------- | --- |
| 18e       | 30 mai au 1er juin 2019 | 207 bateaux         | 14 séries : Diam 24, J80, Muscadet, Open 5.70, Gib'Sea plus, Corsaire, Multi 50, Handivoile sur Mini JI dont 6 nouvelles séries : Fareast 28, Open 500, Flying Fifteen, First 18, First 24, Handivoile sur Neo 495 |
| 17e       | 8 au 12 mai 2018        | 211 bateaux         | 13 séries : Multi 50, Diam 24, J80, Muscadet, Seascape 18 et Seascape 24, Mach 6.50, Open 5.70, Gib'Sea plus, J22, Corsaire, Speed Feet 18, Handivoile sur Mini JI                                                 |
| 16e       | 24 au 28 mai 2017       | 216 bateaux         | 12 séries : Diam 24, J80, Requins, Cap Corse, Seascape 18, Mach 6.50, Open 500, Open 5.70, Laser SB 20, Gib'Sea Plus, Corsaire, Handivoile sur MiniJi                                                              |

L'École navale permet ainsi un des plus grands rassemblements de voiliers monotypes de nouvelles générations et organise avec ses partenaires institutionnels et privés, une compétition à son image : sportive, technologique, performante et tactique.
Le site Internet officiel du GPEN est https://www.gpen.fr.

### Théâtre à l'École navale
Chaque année, une troupe de théâtre est constituée à l'École navale. Sous la direction des différents professeurs sciences humaines, elle est composée des élèves de deuxième année volontaires. En général, trois représentations sont prévues : Brest, Lanvéoc, et Paris.
- En 2007, la troupe a joué Le Dindon de Georges Feydeau.
- En 2008, la troupe a joué Les Joyeuses Commères de Windsor de William Shakespeare.
- En 2009, elle a joué Volpone de Ben Jonson.
- En 2010, elle a joué « Art » de Yasmina Reza. Elle en a donné deux représentations supplémentaires à Nantes, ainsi que des représentations exceptionnelles à Rio de Janeiro et à l'Alliance Française du Cap à l'occasion de la campagne d'application GEAOM 2012.
- En 2015, elle a joué La guerre de Troie n'aura pas lieu de Giraudoux
- En 2016, elle a joué Romulus le Grand de Dürrenmatt
- En 2017, elle a joué Yvonne, Princesse de Bourgogne de Witold Gombrowicz
- En 2018, elle a joué Ruy Blas de Victor Hugo
- En 2019, la troupe a joué Edouard & Agrippine, Rappening, Grasse Matinée, Poivre de Cayenne et Le Grand Vizir de René de Obaldia
- En 2023, la troupe a joué Le dîner de cons, de Francis Veber
- En 2024, elle interprète La cantatrice chauve, de Eugène Ionesco. Forte de son succès, la troupe joue également devant un large public sur la prestigieuse scène de l'Améthyste, à Crozon.

## Liste des prix littéraires maritimes français
Prix Éric Tabarly du meilleur livre de mer
Le prix littéraire de l'école navale a été créé en 1981 dans le but d'encourager les anciens de l'école navale à écrire sur tous les sujets. Il peut aussi couronner l'auteur d'un ouvrage présentant un intérêt particulier pour la marine ou pour ses officiers. Les lauréats de ce prix sont :
| année | lauréat                | promotion | titre de l'ouvrage           |
| ----- | ---------------------- | --------- | ---------------------------- |
| 1981  | Pierre Augey           | EN 39     | D'éléphant à éléphant        |
| 1982  | Paul Romé              | EN 36     | Les oubliés du bout du monde |
| 1983  | Pierre Lacoste         | EN 44     | Stratégie Navale             |
| 1984  | Jean-Gabriel Demerliac | EN 44     | Cannon et l'empire punique   |
| 1985  | Hervé Jaouen           | EN 43     | Marin de Guerre              |
| 2005  | Bernard Klotz          | EN 45     | Enfer au paradis             |
| 2005  | Luc de Rancourt        | EN 65     | Pour son œuvre de traducteur |

## La campagne d'application (GEAOM)
La campagne d'application des officiers de marine s'effectuait après leur formation d'ingénieur en embarquant à bord de la Jeanne d'Arc, revenue de son ultime mission le 27 mai 2010.
La traditionnelle campagne d'application est désormais remplacée par la "Mission Jeanne d'Arc". Elle a lieu à la fin de la troisième année du cursus. Les officiers-élèves embarquent à bord d'un BPC Classe Mistral et d'une frégate de type "La Fayette", depuis le désarmement en 2013 de la frégate Georges Leygues. Cette mission est l'occasion pour eux de mettre en pratique les connaissances en navigation acquises lors de leur formation. Cette campagne intègre les officiers sous contrat.

## Partenariats internationaux
- Allemagne : cursus EFENA.

- Grande-Bretagne : échange de semestre à Southampton.
- Espagne, Italie, Maroc et Portugal: échange de semestre
- États-Unis : 
  - échange de semestre à Annapolis (United States Naval Academy) ;
  - stage de pilote.

Les élèves pilotes d'avions embarqués de la marine se destinant à servir dans l'aéronautique navale suivent après leur séjour à l'École navale des stages de formation dans l'Armée de l'air et aux États-Unis.
De façon générale l'École navale tisse des liens forts avec tous les alliés de la France et au sein de l'OTAN, Cette ouverture permet l'interopérabilité, c’est-à-dire la possibilité aux forces armées françaises de travailler selon des procédures standardisées avec d'autres nations.

## Dans la culture

### Chansons
- La Légende du Borda, chant des Armées françaises[20].